# Abwicklung (Recht)
Mit Abwicklung wird im juristischen Bereich ein Vorgang von vorübergehender oder endgültiger Regelung eines Sachverhalts (siehe auch Lösung) bezeichnet. 
Speziell im Wirtschaftsrecht bezieht es sich auf die rechtskonforme Abwicklung eines Rechtsgeschäfts, in der Bandbreite von einer einfachen Buchung bis hin zur Liquidation eines Unternehmens oder einer Kanzleiabwicklung.